# Marshfield (Missouri)
Marshfield – miasto w Stanach Zjednoczonych, w stanie Missouri, siedziba administracyjna hrabstwa Webster.